# 卡罗利娜·兰塔迈基
卡罗利娜·兰塔迈基（芬蘭語：Karoliina Rantamäki，1978年2月23日—），芬兰女子冰球运动员。她曾代表芬兰参加1998年、2002年、2006年、2010年和2014年冬季奥林匹克运动会冰球比赛，共获得二枚铜牌。